# ViàGroupe
 (septembre 2017).
Si vous disposez d'ouvrages ou d'articles de référence ou si vous connaissez des sites web de qualité traitant du thème abordé ici, merci de compléter l'article en donnant les références utiles à sa vérifiabilité et en les liant à la section « Notes et références ».
ViàGroupe, anciennement Médias du Sud, est un groupe de médias situé dans le sud de la France. Il est dirigé par Christophe Musset. Le 22 janvier 2021, le groupe annonce être en cessation de paiement. Le 12 avril 2021, le groupe et ses activités, notamment sont repris par le groupe La Dépêche du Midi.
Le groupe est à l'initiative du réseau Vià, un réseau national de télévisions locales constitué de 22 chaînes situées en France métropolitaine et en outre-mer mais qui se dissoudra en raison difficultés financières. Dans ses caractéristiques, il conserve les modèles économiques et éditoriaux des chaînes adhérentes.

## Histoire
En juillet 2009, Christophe Musset et Pierre-Paul Castelli rachète la chaîne de télévision locale nîmoise TéléMiroir au Groupe Hersant Média. Un an plus tard en juillet 2010, c'est la chaîne montpelliéraine 7L TV appartenant auparavant à NRJ Group qui est racheté et intégré au groupe Médias du Sud créé pour l'occasion.
Au mois de février 2011, les deux chaînes sont renommées et deviennent respectivement TV Sud Camargue-Cévennes et TV Sud Montpellier, reprenant l'intitulé TV Sud, issu de la chaîne de télévision de promotion touristique diffusée dans les hôtels et les offices de tourisme du Gard.
En mai 2018, Médias du Sud rachète au groupe Médias H Antilles Guyane les trois chaînes de télévision d'outre-mer, ATV Guadeloupe, ATV Guyane et ATV Martinique en situation de faillite depuis le début de l'année.
En avril 2020, ViàGroupe annonce céder 50% de ViàOccitanie, et ViàATV à Altice France via une société commune BFM-Vià Régions.
Le 2 décembre 2020, Altice France rompt unilatéralement l'accord de rapprochement entre ViàGroupe et BFM Régions.
Le 22 janvier 2021, la direction de ViàOccitanie annonce à ses salariés être en cessation de paiement.
Le 12 avril 2021, la holding ViàGroupe et les quatre chaînes du réseau ViàOccitanie (ViàOccitanie Pays Gardois, ViàOccitanie Toulouse, Vià Occitanie Montpellier, ViàOccitanie Pays Catalan) qui ont été placées en redressement judiciaire, vont voir 45 de leurs salariés sur les 60 que compte le groupe repris par le groupe La Dépêche du Midi par la décision du tribunal de commerce de Nîmes et la reprise de trois des quatre chaînes. L'offre d'Altice n'a pas été validée juridiquement par le tribunal, ce qui a conduit ce dernier à ne pas la prendre en compte. Selon la décision, 45 des 60 salariés sont repris et cette reprise est estimée à 1 million d'euros.

## Activités
| Logo | Réseau                   | Chaînes                                                                                               | Date de création | Date d'acquisition | Actionnaires    |
| ---- | ------------------------ | --- | ---------------- | ------------------ | --------------- |
|      | ViàOccitanie (4 chaînes) | ViàOccitanie Pays Gardois, ViàOccitanie Toulouse, ViàOccitanie Montpellier, ViàOccitanie Pays Catalan | 7 février 2011   | 7 février 2011     | 100 % ViàGroupe |
|      | ViàATV (3 chaînes)       | ViàGuadeloupe, ViàGuyane, ViàATV Martinique                                                           | De 1993 à 2014   | 18 mai 2018        | 100 % ViàGroupe |